# Farol do Cabo da Roca
O Farol do Cabo da Roca é um farol português que se localiza no cabo de mesmo nome, na freguesia de Colares, Município de Sintra, Distrito de Lisboa, em Portugal.
Torre quadrangular de alvenaria, forrada a azulejos brancos e edifícios anexos, lanterna e varandim vermelhos.

## História
O Farol do Cabo da Roca, localizado na freguesia de Colares, no município de Sintra, é um dos mais antigos da costa portuguesa. Construído em 1772, é atualmente o segundo mais antigo do nosso litoral.
Cronologia
- 1758: Alvará pombalino manda construir seis faróis, incluindo o do Cabo da Roca.

- 1772: Entrada em funcionamento do farol.

- 1843: Instalação de um novo aparelho com 16 candeeiros de Argand e sistema de rotação por mecanismo de relojoaria.

- 1897: Instalação de um farol elétrico com 8 lâmpadas de arco e reguladores, do sistema de Baron, modificadas por A. Berjol.

- 1917: Instalação de uma instalação produtora de gás acetileno.

- 1947: Instalação de um novo aparelho ótico (aeromarítimo) de 3ª ordem (500mm distância focal).

- 1982: Ligação à rede elétrica de distribuição pública.

- 1990: Automação do farol e encerramento da instalação produtora de gás.

- 2008-2009: Grandes obras de beneficiação e manutenção.

Atualidade
O Farol do Cabo da Roca é um importante marco da costa portuguesa e um local de grande beleza natural. É aberto ao público e oferece vistas deslumbrantes sobre o Oceano Atlântico.

## Características
O farol situa-se a uma altitude de 165 metros acima do nível do mar, e tem uma altura de 22 metros. A sua luz tem um alcance de, aproximadamente, 48 quilômetros.

## Informações
- Aberto ao público: Temporáriamente Encerrado para obras de requalificação. [2]

## Galeria

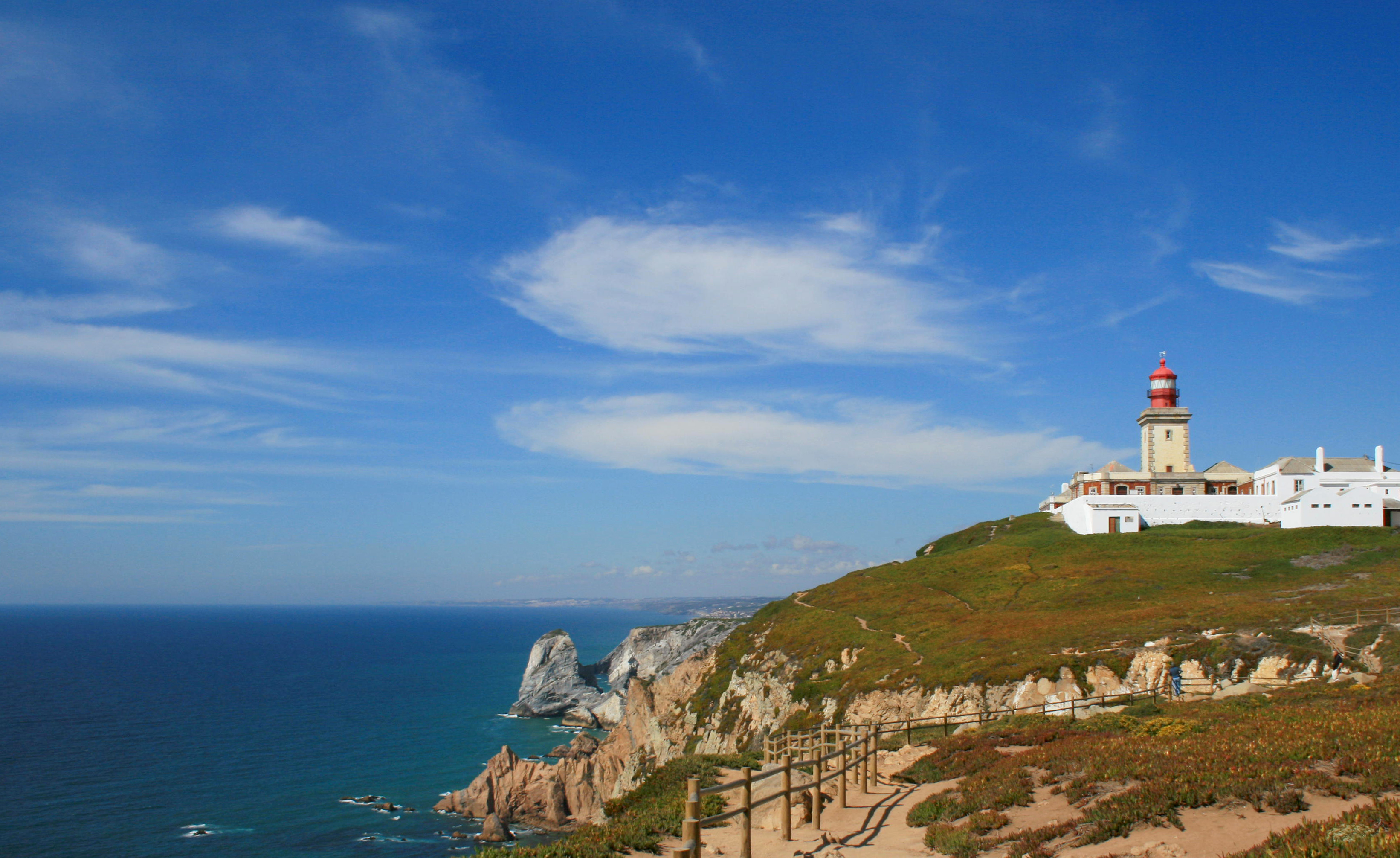
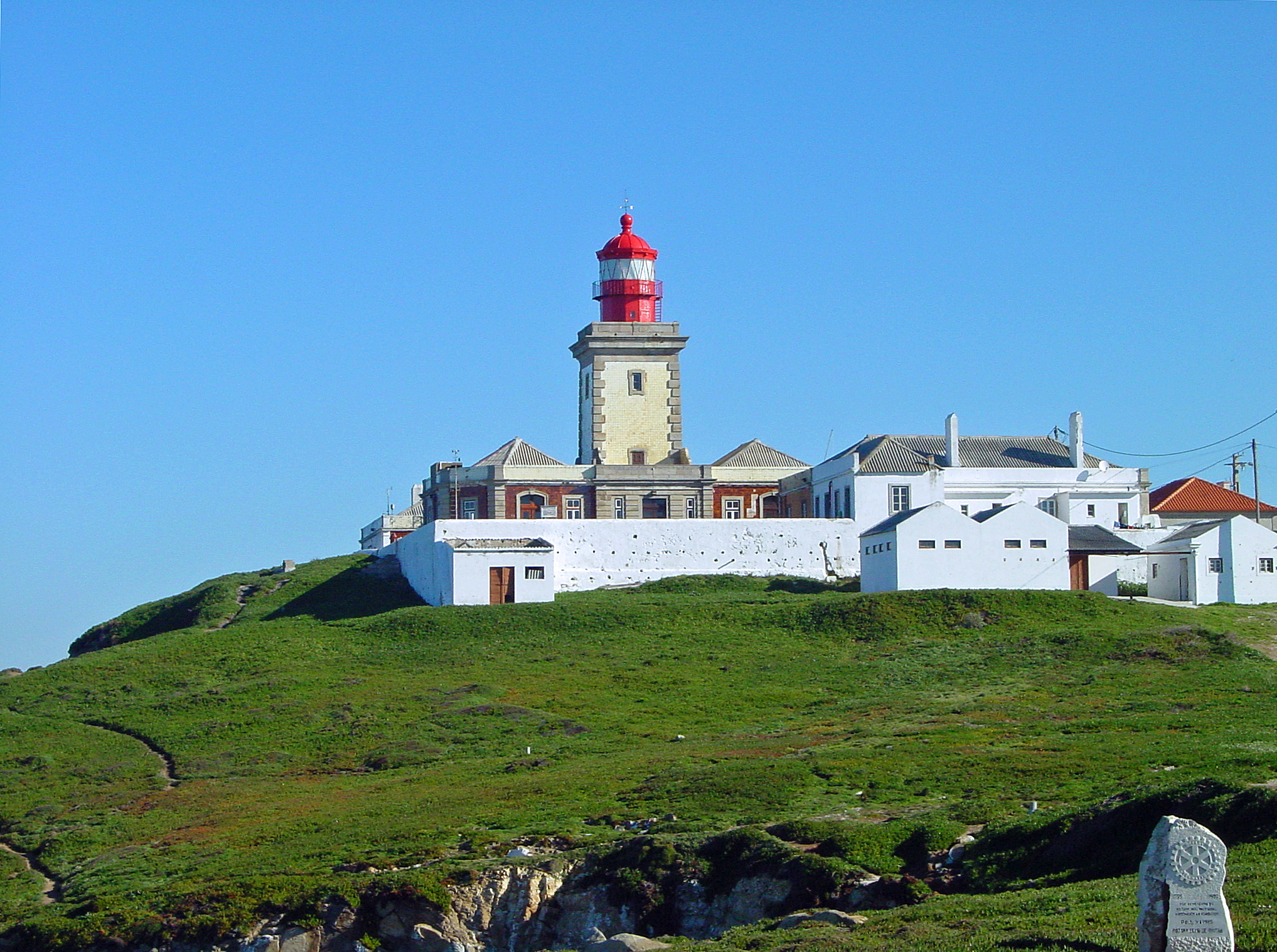
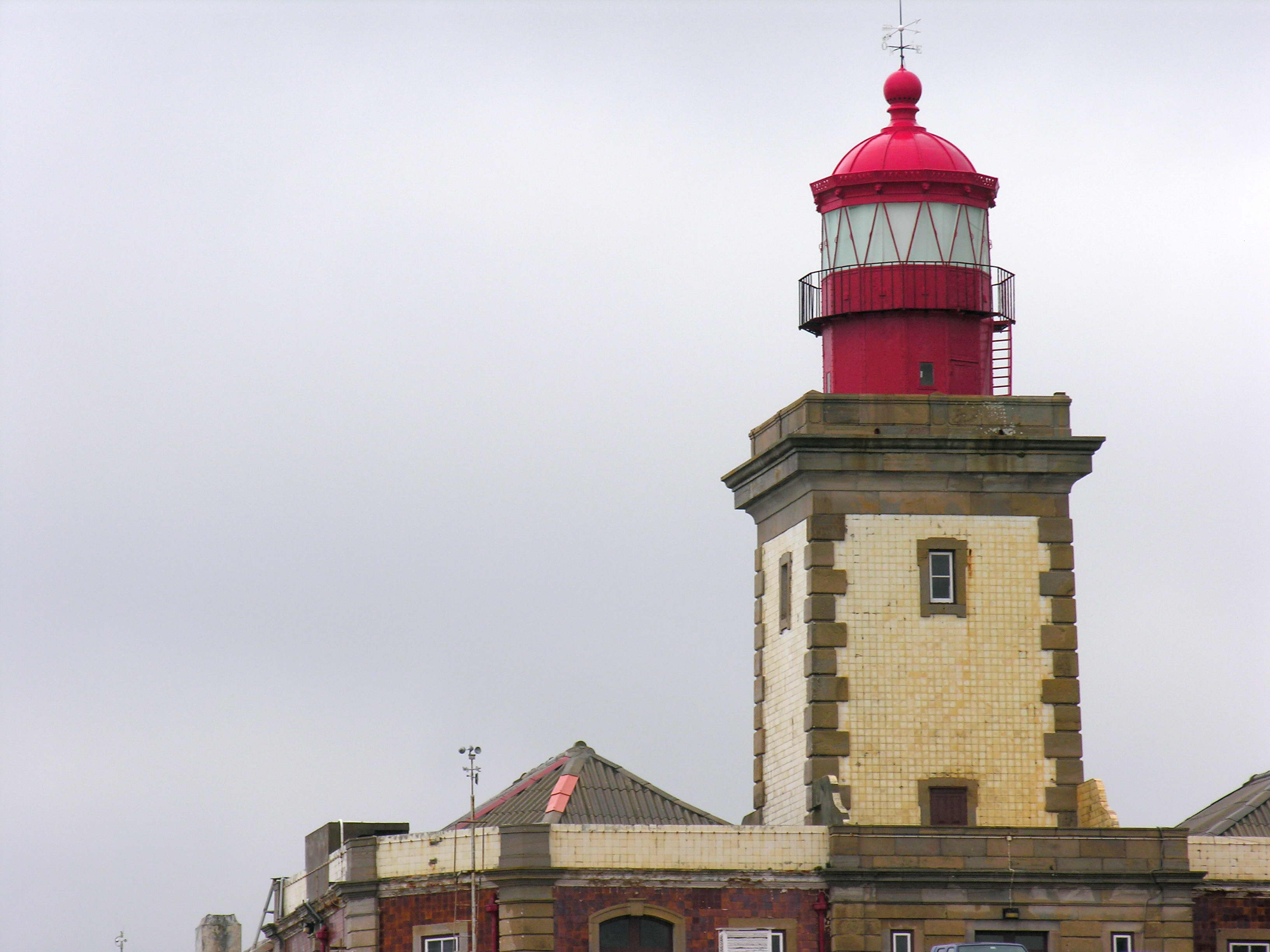
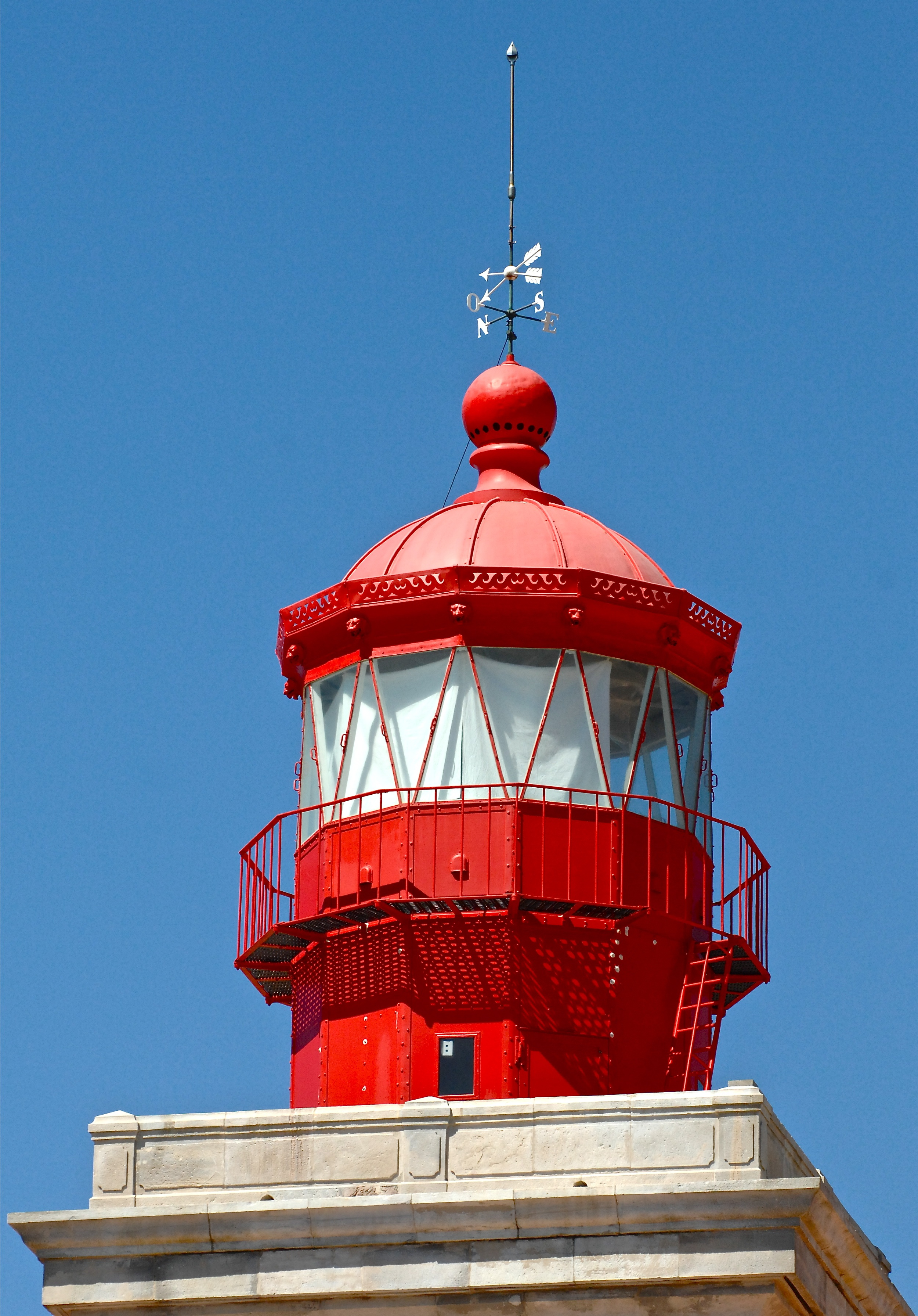